# Cicero Moraes
Cicero Moraes (13. studenoga 1982.) brazilski je 3D dizajner specijaliziran za forenzičnu rekonstrukciju lica te dizajniranje i modeliranje ljudskih i veterinarskih proteza.
Zaslužan je za rekonstrukcije lica brojnih vjerskih i povijesnih ličnosti poput svetog Antuna Padovanskog, svetog Valentina (od Rima i Monselice) i Gospodara Sipana (Lord of Sipan).
Na području veterine digitalno je dizajnirao i modelirao protetiku za različite životinje, uključujući psa, gusku, tukana, pticu makao i kornjaču.
Moraes je član Intertela i Mensa-e.